# Cecco d'Ascoli
Cecco d'Ascoli, latinsky Cichus Esculanus, vlastním jménem Francesco degli Stabili (1269 Ancarano – 26. září 1327 Florencie) byl italský spisovatel, přírodovědec a lékař.
Žil v klášteře Santa Croce ad Templum v Ascoli Piceno, kde se seznámil s okultismem, alchymií a astrologií. Vyučoval na lékařské fakultě Boloňské univerzity. Jeho nejvýznamnějším dílem je nedokončená veršovaná encyklopedie Acerba, obsahující poznatky z astronomie, meteorologie, mineralogie i úvahy o morálce. Napsal rovněž komentář ke spisu arabského učence Alcabitia De principiis Astrologiae. Pro svou otevřenost se dostal do konfliktů s významnými muži své epochy, jako byli Dante Alighieri a Dino del Garbo. V roce 1324 byl obviněn z bezbožnosti a vypovězen z Boloně. Usadil se ve Florencii, kde ho přijal do svých služeb vévoda Carlo d'Angiò. Opět se však stal předmětem zájmu inkvizice, jako kacíř byl odsouzen k trestu smrti a upálen na náměstí Piazza di Santa Croce. Na hranici údajně ještě pronesl slova: „Řekl jsem to, učil jsem to, věřím tomu!“
Je po něm pojmenován kráter Cichus na Měsíci. Jeho odkazu se věnuje společnost Istituto Superiore di Studi Medievali Cecco d'Ascoli. Ve městě Ascoli Piceno mu byl odhalen pomník, který vytvořil v roce 1919 Edoardo Camilli. Nachází se zde také most Ponte di Cecco, který pro něj podle legendy postavil ďábel. Režisér Piero M. Benfatti o něm natočil v roce 2004 životopisný film L'eretico – Un gesto di coraggio.